# Hypervitaminose D
Die Hypervitaminose D oder Vitamin-D-Hypervitaminose folgt einer Überdosierung Vitamin-D-wirksamer Substanzen wie Calcitriol oder einer starken Überdosierung von Cholecalciferol.

## Physiologie, Pharmakokinetik
Vitamin D3 ist ein fettlösliches Prohormon, das in der Haut aus 7-Dehydrocholesterol mithilfe von UVB-Strahlung gebildet oder mit der Nahrung aufgenommen wird. Mit der Nahrung wird es rasch im Dünndarm resorbiert und über die Lymphe an der Leber vorbei in das Blut abgegeben. Im Blut wird es wie die anderen Vitamin-D-Metaboliten zu mehr als 90 % an Vitamin-D-bindendes Protein gebunden transportiert und hat dort eine Halbwertszeit von 19–25 Stunden. In dieser Zeit wird es entweder im Fettgewebe abgelagert oder in der Leber zu 25(OH)Vitamin D3 hydroxyliert. Als 25(OH)Vitamin D3 ist es im Blut wieder an Vitamin-D-bindendes Protein gebunden und hat eine Halbwertszeit im Blut von 19 Tagen bis zu 3–4 Monaten. In seinen Zielgeweben, und zwar vor allem in den Nieren, wird es in seine aktive Form, das 1α,25(OH)2Vitamin D3 (Calcitriol), gebracht (Halbwertszeit drei bis fünf Tage). Der letzte Aktivierungsschritt ist stark reguliert, weshalb der Körper eine große Toleranz gegenüber den Vitaminvorstufen hat, nicht jedoch gegen die bereits aktivierte Form.
Die Bildung des Vitamin D3 in der Haut durch UVB-haltiges Sonnenlicht begrenzt sich selber auf maximal 250–500 µg (10.000 IE–20.000 IE) täglich bei jungen Erwachsenen. Mit der Nahrung nimmt man wenig Vitamin D auf, lediglich Fettfische (und dort insbesondere Lebertran) enthalten nennenswerte Mengen. Eine Hypervitaminose mit Vitamin D kann also in der Regel nur durch unsachgemäßen Umgang mit Vitaminsupplementen auftreten.
Abgebaut werden die Vitamin-D-Metaboliten und insbesondere das 1,25(OH)2Vitamin D3 durch 24-Hydroxylasen, ausgeschieden werden sie hauptsächlich über die Gallenflüssigkeit und den Stuhl. Die 24-Hydroxylase wird durch das Gen CYP24A1 codiert.
Die „idiopathische infantile Hyperkalzämie“ wird verursacht durch eine Mutation im Gen CYP24A1, wodurch der Abbau von Vitamin D gehemmt wird. Betroffene Kinder haben eine erhöhte Empfindlichkeit gegenüber Vitamin-D und im Fall einer zusätzlichen Einnahme ein erhöhtes Risiko einer Hyperkalzämie, die gekennzeichnet ist durch Wachstumsverzögerung, Erbrechen, Dehydratation, Fieberschübe und Nephrokalzinose. Nachfolgende Forschungen zeigten, dass die Störung auch im Erwachsenenalter fortbesteht.
Die toxischen Effekte von Vitamin D werden vor allem durch seine aktivierte Form, das Calcitriol, hervorgerufen, wenn dessen Regelung bei Überdosierung nicht mehr gewährleistet ist. Allerdings können bei erhöhter Konzentration auch inaktive Vorstufen des Calcitriol (100 mal schwächer) den Vitamin-D-Rezeptor aktivieren und so dessen Wirkungen vermitteln und die Regelungen überspringen, die sonst die Wirkungen des Calcitriol streng begrenzen.

## Dosis
Die toxischen Dosen unterscheiden sich stark zwischen der Vorstufe Cholecalciferol und dem aktivierten Hormon Calcitriol. Das aus dem Pflanzenreich stammende Ergocalciferol wirkt etwas schwächer als Cholecalciferol.

### Cholecalciferol
| Cholecalciferol (Vitamin D3) | Cholecalciferol (Vitamin D3)                                                                                 |
| ---------------------------- | --- |
| RDA                          | 10–20 µg (≙ 400–800 IU) (40 IU ≙ 1 μg bzw. 1 IU ≙ 0,025 μg)                                                  |
| UL                           | > 10. Lebensjahr: 100 µg (≙ 4000 IU) 1.–10. Lebensjahr: 50 µg (≙ 2000 IU) < 1. Lebensjahr: 25 µg (≙ 1000 IU) |
| LD50                         | Hund: 13 mg/kg (orale Gabe)Ratte: 42 mg/kg (orale Gabe) Je nach Quelle unterschiedliche Angaben.             |
| TDLo                         | Je nach Quelle unterschiedliche Angaben.                                                                     |

Es gab Fälle oraler Überdosis aufgrund von Herstellungsfehlern und Industrieunfällen.
In der Mitte des letzten Jahrhunderts wurde die Rachitisprophylaxe oftmals als sogenannte Stoßtherapie mit überhöhten Vitamin-D-Einzeldosen durchgeführt in der Vorstellung, dass das Vitamin D gespeichert werde und dieses Vorgehen daher sicher sei. Es kam darunter aber doch immer wieder zu vorübergehenden Hypercalcämien und späteren Nephrocalcinosen (beispielsweise bei 34 % von ein- bis zweijährigen Kindern, die oral 15 mg Ergocalciferol alle drei bis fünf Monate bekamen).
Über die maximale Dosis, die täglich ohne gravierende Nebenwirkungen aufgenommen werden kann, herrscht Unklarheit. Eine Studie aus dem Jahr 2019 deutet darauf hin, dass zumindest bis 10.000 IU (250 µg) täglich über sehr lange Zeiträume keine Nebenwirkungen zu erwarten sind. Der Blutspiegel von 25(OH)Vitamin D3 steigt über einen weiten Dosisbereich bis zur täglichen Dosis, die der maximalen Syntheseleistung der Haut (10.000–20.000 IU) entspricht, nicht in toxische Bereiche an. Allerdings hat man bei einigen israelischen Rettungsschwimmern mit einer sehr hohen endogenen Vitamin-D-Synthese auch beginnende Symptome einer Hypercalciurie finden können. Dennoch wird davon ausgegangen, dass maximal tägliche Dosen in diesem Bereich ohne schwere Nebenwirkungen einhergehen.
Das Bundesinstitut für Risikobewertung (BfR) wies in einer 2020 veröffentlichten Stellungnahme darauf hin, dass die Einnahme von als Nahrungsergänzungsmittel in Verkehr gebrachten Produkten mit einer Dosierung von 50 und 100 μg Cholecalciferol aus ernährungswissenschaftlicher Sicht nicht erforderlich sei. Das Auftreten gesundheitlicher Beeinträchtigungen sieht das BfR bei nur gelegentlichem Verzehr solcher hochdosierten Präparate derzeit als unwahrscheinlich an. Bei langfristigem und täglichem Verzehr deute die aktuelle Studienlage jedoch auf ein erhöhtes Gesundheitsrisiko hin.

### Calcitriol
Calcitriol wird unter anderem bei chronischer Niereninsuffizienz zur Therapie und Prophylaxe hierdurch bedingter Knochenstoffwechselstörungen gegeben. Die Dosis kann von 0,12 µg täglich bis etwa 1 µg unter enger ärztlicher Überwachung gegeben werden. Die toxische Grenzschwelle liegt für Erwachsene bei 250 µg (Rote Liste (Arzneimittel)). Die Halbwertszeit von extern gegebenem Calcitriol im Blut ist mit nur drei bis sechs Stunden kurz.
Calcitriol steigert die Resorption von Calcium- und Phosphationen im Dünndarm (stimuliert die Synthese von Transportproteinen). Der erhöhte Calcium- und Phosphatgehalt im Serum verbessert die Knochenmineralisierung.
Bei Calcium- und Phosphatmangel wirkt es außerdem direkt auf Osteoblasten. Deren Proliferation wird gesteigert, sowie deren Synthese von Osteocalcin (dessen Gen ist Vitamin-D-responsiv), das die Mineralisierung hemmt. In hohen Konzentrationen kann Calcitriol auch die Osteoklastendifferenzierung stimulieren. So wird die Calcium- und Phosphationenkonzentration im Blut erhöht.

## Symptome
Eine Vitamin-D-Überdosierung führt zu einer überstimulierten Calcium-Absorption im Darm und Calcium-Resorption aus den Knochen und daher zu einer Hyperkalzämie (Calcium im Serum > 2,75 mmol/l) und zu einer Hypercalciurie (Calcium-Ausscheidung > 10 mmol/d). Dies führt zu folgenden Wirkungen:
- Die Nieren werden durch Calciumablagerungen geschädigt, was zu einer verringerten glomerulären Filtrationsrate führt. Andererseits können die Nierenkanälchen den Urin nicht mehr so gut konzentrieren, was vorübergehend zu einer Polyurie und einer sekundären Polydipsie führen kann. Beides führt zu einer funktionellen Niereninsuffizienz.
- Die längerfristige Hypercalcämie kann ferner zu Calciumeinlagerungen in Weichgewebe wie Blutgefäßen, Herz, Lungen, Muskeln und Sehnen führen.
- An den Knochen resultiert eine Osteoporose.[18]

Weitere Symptome insbesondere chronischer Überdosierung sind:
- Appetitlosigkeit, Gewichtsverlust, Erbrechen, Verstopfung, Bauchkrämpfe, Bluthochdruck, Psychosen
- Muskel- und Sehnenschmerzen, Kopfschmerzen
- bei Kindern: persistierende (anhaltende) Körpertemperaturerhöhung, Irritabilität (Reizbarkeit)
- Hypoparathyreoidismus (Unterfunktion der Nebenschilddrüsen)

Starke Überdosierungen können zum Tod führen.

## Diagnose
Die 25(OH)Vitamin-D-Konzentration im Serum ist ein guter Biomarker für den Vitamin-D-Status. Bei einer Hypervitaminose ist er gegenüber dem Normalbereich zwei- bis fünfzehnfach erhöht (siehe bei Cholecalciferol). Ferner gehen damit häufig eine Hypercalciämie sowie ein erniedrigter Parathormon-Spiegel einher. Ein Frühsymptom kann eine erhöhte Calciumausscheidung im Urin sein.

## Therapie

### Cholecalciferol
In der Regel handelt es sich um chronische Vergiftungen. Wichtig ist, den Calciumblutspiegel abzusenken durch:
- calciumarme Diät,
- forcierte Diurese (harntreibende Mittel und gesteigerte Flüssigkeitsaufnahme) mit Bestimmung und Substitution der Urinelektrolyte,
- Kortikosteroide, Calcitonin, Colestyramin. Da Vitamin-D-Metaboliten gespeichert werden, kann eine Hypercalcämie über zwei Monate nach einer stark überhöhten Dosis anhalten.[1]

### Calcitriol
In der Regel akute Überdosierungen; wegen der kurzen Halbwertszeit in der Regel nur Überwachung, bei sehr hohen Überdosierungen ggf. notfallmäßige Hämodialyse.

## Geschichtliches
1928 war erstmals synthetisches Vitamin D verfügbar und wurde in hohen Einzeldosen („Stoßtherapie“) in den 1940er bis 1960er Jahren in der Rachitisprophylaxe bei Säuglingen eingesetzt (in der DDR auch noch länger, bis 1990). Die Einzeldosen lagen im Bereich von 3–15 mg (120.000–600.000 IE). Das damalige Argument gegen eine kontinuierliche Gabe war, dass den Eltern nicht zugetraut wurde, täglich daran zu denken. Hierunter kam es regelmäßig zu bemerkbaren Symptomen der Hypervitaminose (jedoch keine direkte Todesfolgen), so dass ab 1964 doch eine kontinuierliche Rachitisprophylaxe offiziell in der BRD empfohlen wurde, zuerst mit Dosen um 25–50 µg (1.000–2.000 IE) täglich, dann ab den 1970er Jahren mit den heute üblichen Dosen. Darunter kamen Überdosierungen nicht mehr vor.

## Hypervitaminose D bei Weidetieren
Eine Besonderheit ergibt sich bei Wiederkäuern durch den Wiesen-Goldhafer (Trisetum flavescens): Hierin ist nicht das Vitamin D als Vorstufe des eigentlich im Körper wirksamen Vitamin-D-Hormon (Calcitriol) enthalten, sondern Calcitriol selbst. Goldhafer ist eine Grasart, die vor allem im alpinen Raum auftritt, da dieses Gras hier konkurrenzkräftiger als höherwertige Gräser ist. Wiederkäuer, die ein gutes Angebot an Gras haben, selektieren ausreichend und fressen Goldhafer daher nicht. Nur wenn das Angebot knapp ist, wird auch der Goldhafer in größeren Mengen aufgenommen, was zu Calcinose führt: Hierbei werden die Tiere unbeweglicher, da sich immer mehr Calcium in die Gelenke einlagert. Es kann auch zur Arterienverkalkung und Verkalkung der Lunge kommen.